# SS La Bourgogne
O SS La Bourgogne foi um navio de passageiros francês operado pela Compagnie Générale Transatlantique e construído pela Forges et chantiers de la Méditerranée em La Seyne-sur-Mer. Foi a segunda embarcação de um grupo de quatro transatlânticos que estrearam em 1886, depois do SS La Champagne e seguido do SS La Bretagne e SS La Gascogne. Foi lançado ao mar em 1885 e realizou sua viagem inauguram em junho do ano seguinte de Le Havre até Nova Iorque.
A primeira década de serviço do navio transcorreu tranquilamente e sem grandes incidentes, servindo a rota para a América do Norte. Ele acabou colidindo e afundando o britânico SS Alisa em 29 de fevereiro de 1896, navio este que estava ancorado do porto de Nova Iorque. No ano seguinte o La Bourgogne passou por uma grande reforma, recebendo um novo motor de quádrupla expansão e tendo dois de seus mastros removidos.
O La Bourgogne acabou colidindo com o veleiro britânico Cromartyshire nas primeiras horas da manhã do dia 4 de julho de 1898. No momento da colisão havia uma pesada neblina, o que fez com que nenhuma das embarcações enxergassem a outra. O veleiro sobreviveu ao impacto sem grandes danos, porém o transatlântico começou a adernar para estibordo. Os passageiros correram para os botes do lado bombordo, porém a inclinação do navio fez com que seus lançamentos ficassem difíceis. O Cromartyshire começou a resgatar os sobreviventes depois da neblina diminuir.
Dos 506 passageiros e 220 tripulantes, 549 morreram. Menos de setenta dos 173 sobreviventes eram passageiros, com apenas uma única mulher sendo resgatada das aproximadamente trezentas que estavam a bordo. Todas as crianças morreram e quase todos os passageiros da primeira classe, com os sobreviventes resumindo-se a passageiros de terceira classe e tripulantes. Houve relatos na imprensa de que os tripulantes lutaram contra os passageiros por lugares nos botes e recusaram-se a ajudar, necessitando de proteção da polícia ao chegarem em Nova Iorque.